# The Sunday Times

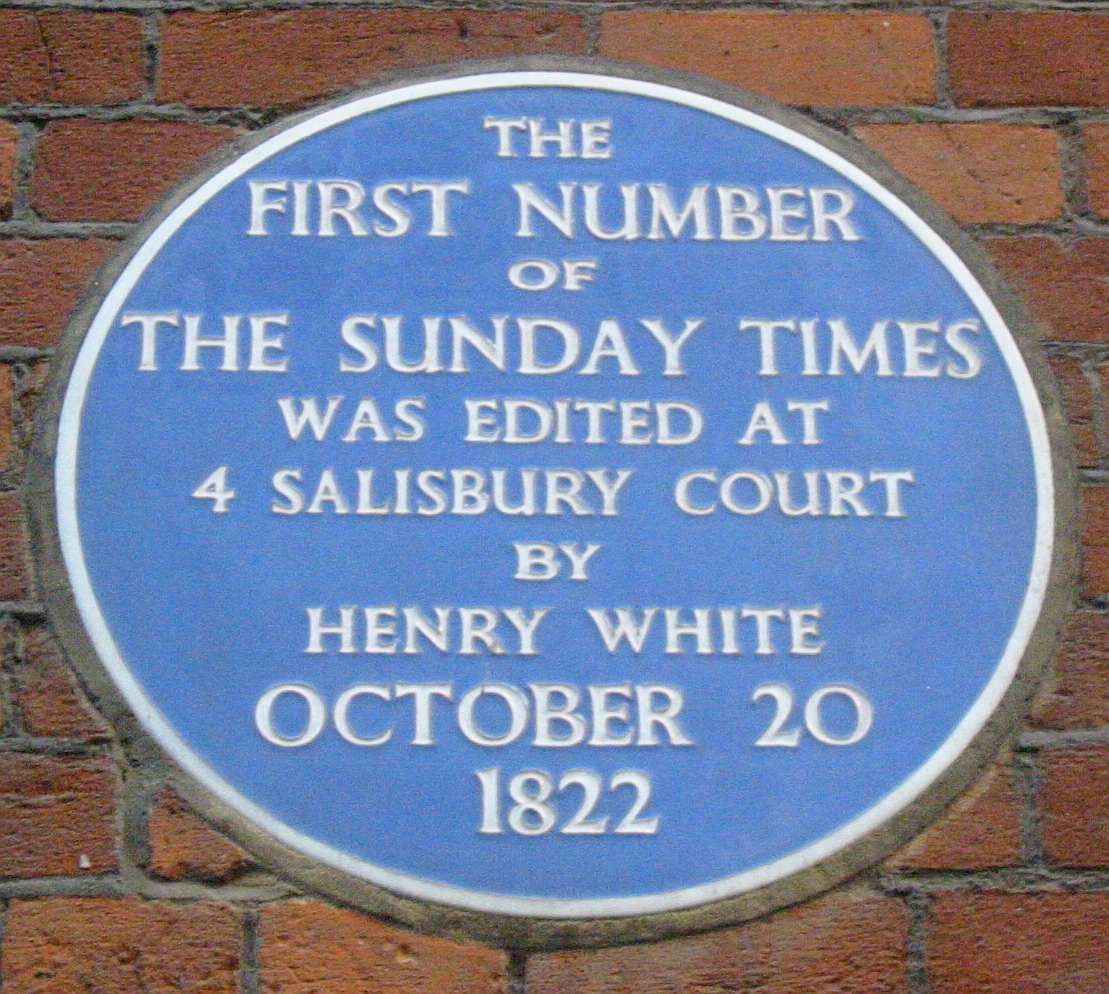
Emléktábla a londoni Salisbury Court 4. szám alatt, a The Sunday Times első kiadásának emlékére

A The Sunday Times brit konzervatív hetilap, melyet a News International tulajdonában lévő Times Newspapers Ltd. ad ki. A News International birtokolja a The Times-t is. A két újság megalapításakor a lapok között nem volt semmiféle kapcsolat, 1966-ban kerültek közös tulajdonosi háló alá. 1981-ben Rupert Murdoch News International nevű cége megszerezte a The Sunday Times tulajdonjogát.

## Története
Az újságot 1821-ben The New Observer címen adták ki először. A The Observer című lapot 1791-ben alapították. A hasonló név ellenére, a két újság között nem volt semmi kapcsolat. Később átnevezték The Independent Observer-re, majd 1822-ben vette fel a The Sunday Times nevet.
Az újságot 1893-ban megszerezte Rachel Beer. 1908-ban a lapot Alfred Harmsworth birtokolta. 1959-ben az újság a Kemsley csoport tagja lett, melyet abban az évben Lord Thomson vásárolt meg. 1966-ban Thomson-hoz került a The Times is, és a két sajtóterméket a létrejött Times Newspapers Ltd adta ki. 1981-ben a két lapot Rupert Murdoch (News Corp.) szerezte meg.
Murdoch vállalata alatt a The Sunday Times-nál egy korszak zárult le, Harold Evans szerkesztői uralkodása véget ért. Az eddigi liberális világnézetű lap a konzervatív szemléletrendszer felé tolódott el.

## Változatai
A The Sunday Times működtet skót és ír változatot is. Az ír verzió az 1990-es években debütált, a dublini szerkesztőséget 1993-ban nyitották meg. Az ír változat továbbá rendelkezik külön Észak-Írországra fókuszált kiadással is.

## Fordítás
- Ez a szócikk részben vagy egészben  a   The Sunday Times című angol Wikipédia-szócikk fordításán alapul.  Az eredeti cikk szerkesztőit annak laptörténete sorolja fel. Ez a jelzés csupán a megfogalmazás eredetét és a szerzői jogokat jelzi, nem szolgál a cikkben szereplő információk forrásmegjelöléseként.